# Њуарк (Њујорк)
Њуарк (енгл. Newark) град је у америчкој савезној држави Њујорк.

## Демографија
По попису из 2010. године број становника је 9.145, што је 537 (-5,5%) становника мање него 2000. године.
| Група             | 2000.         | 2010.         |
| Белци             | 8.313 (85,9%) | 7.511 (82,1%) |
| Афроамериканци    | 482 (5,0%)    | 557 (6,1%)    |
| Азијати           | 40 (0,4%)     | 62 (0,7%)     |
| Хиспаноамериканци | 714 (7,4%)    | 798 (8,7%)    |
| Укупно            | 9.682         | 9.145         |